# Clupeosoma vohilavalis
Clupeosoma vohilavalis là một loài bướm đêm trong họ Crambidae.